# امینو عمر
امینو عمر (انگلیسی: Aminu Umar؛ زادهٔ ۶ مارس ۱۹۹۵) بازیکن فوتبال اهل نیجریه است.
از باشگاه‌هایی که در آن بازی کرده‌است می‌توان به باشگاه فوتبال سامسون‌اسپور و باشگاه فوتبال آنکارا اسپور اشاره کرد.
وی همچنین در تیم‌های ملی فوتبال Nigeria national under-20 football team و نیجریه بازی کرده‌است.
وی در مسابقات کشوری و بین‌المللی در مجموع برندهٔ ۱ مدال برنز شده‌است.